# France Joli
France Joly, beter bekend als France Joli, (26 januari 1963, Montreal, Quebec) is een Canadees zangeres. Ze scoorde in het discotijdperk hits met Come to Me en Gonna Get Over You.

## Biografie

### Tienerster
Joli groeide op in Dorion (een buitenwijk van Montreal) als dochter van een ijzerhandelaar en een lerares. Ze was zes jaar toen ze voor het eerst op televisie kwam; als tiener verscheen ze in reclamespots en talentenshows. Op haar vijftiende zou Joli zijn ontdekt door producer Tony Green op een schoolfeest waar ze in het najaar van 1978 optrad. Green schreef de volgende dag Come to Me voor Joli die oorspronkelijk zou worden gelanceerd als Franstalige zangeres. Het titelloze debuutalbum werd 17 april 1979 uitgebracht door Prelude; het succes van Come to Me kwam pas toen Joli drie maanden later, op 7 juli, voor Donna Summer inviel tijdens een concert op het New Yorkse Fire Island voor ruim vijfduizend aanwezigen. Come to Me stond vanaf 22 september 1979 drie weken op #1 in de Billboard dance-charts terwijl het album France Joli tot een 26e plaats kwam. In de Billboard Hot 100 werd de single een top 20-notering (#15) op 17 november, dezelfde week dat Donna Summer's Dim Al the Lights de tweede plaats haalde.
Ondertussen maakte Joli op 26 oktober 1979 haar landelijke Amerikaanse televisiedebuut in het muziekprogramma The Midnight Special; 7 december keerde ze terug als co-presentatrice. Ook verscheen ze in de praatprogramma's van Mike Douglas, Merv Griffin en Dinah Shore, alsmede in een tv-special van komiek Bob Hope.
Het tweede album, Tonight, kwam in 1980 uit en bracht drie singles voort; de ballad This Time (I'm Giving All I've Got) en de uptemponummers The Heart to Break the Heart en Feel Like Dancing. Alleen die laatste twee werden een succes met een gedeelde derde plaats in de dance-charts.
Op haar derde album, Now uit 1981, werkte Joli niet langer samen met Green maar met Ray Reid en William Anderson van Crown Heights Affair. Dit album viel buiten de Billboard-lijsten, maar daarentegen stond de single Gonna Get Over You twee weken lang op #2 in de dance-charts terwijl het in Frankrijk de top 50 (#43) haalde. Joli stond dat jaar in het voorprogramma van de Commodores en bewees dat ze het nog altijd in zich had om door te breken; ze verliet het discolabel Prelude en tekende bij het mainstream-georiënteerde Epic.

### Epic
In 1983 bracht Joli haar vierde album uit; Attitude werd geproduceerd door Pete Bellotte en Giorgio Moroder. Naast eigen nummers zoals Dumb Blond (smedegeschreven door Daniel Vail) stond er ook een cover op van The Four Tops' Standing in the Shadows of Love in samenwerking met Gladys Knights' achtergrondzangers The Pips; het werd wederom een clubhit, net als Girl in the 80s en Blue Eyed Technology. Ondanks dat Girl in the 80s werd gepromoot met een optreden in het televisieprogramma Solid Gold bleef ook ditmaal de doorbraak uit.
In 1984 deed Joli mee aan het Japanse Yamaha Music Festival; ze won de Grand Prix met het nummer Party Lights, een compositie van George Duke die ook haar volgende album, het in 1985 uitgebrachte Witch of Love, produceerde. De single Does He Dance kreeg - anders dan in Amerika - veel airplay op de Canadese radiozenders en werd een clubhit in de remix-versie van Shep Pettibone.
Door gebrek aan mainstream-succes kwam Joli op 22-jarige leeftijd zonder contract te zitten; ze bleef echter doorgaan met optreden.

### Comeback
In 1996 hernieuwde Joli haar samenwerking met Tony Green voor de single Touch die op Popular Records verscheen en waarvan meerdere remixen werden gemaakt. Het haalde met vertraging de 24e plaats in de dance-charts. Touch en de eveneens geremixte opvolger Breakaway kwamen in 1998 terecht op If You Love Me, het eerste album van Joli in dertien jaar.
Datzelfde jaar was Come to Me te horen in de film Studio 54 over de opkomst en ondergang van de gelijknamige uitgaansclub in New York. Ook werd het lied gebruikt voor de documentaire When Ocean Meets Sky uit 2003 over het vijftigjarig bestaan van de Fire Island Pines-gemeenschap. De film werd op 10 juni 2006 voor het eerst op televisie vertoond en bevat niet eerder vertoond archiefmateriaal; Joli is enkel vertegenwoordigd met een videoclip van foto's en herinneringen aan haar optreden waarvan er blijkbaar geen opnamen bewaard zijn gebleven.
Joli bleef optreden in de omgeving van New York; in 2007 deed ze mee aan het Divas of Disco-concert; ze deelde de affiche met Linda Clifford, A Taste of Honey, Thelma Houston en CeCe Peniston (in de jaren 90 doorgebroken). Een cd-/dvd-registratie verscheen drie jaar later.
In 2012 coverde Joli de Leonard Cohen-klassieker Hallelujah.
In 2018 bracht Joli een nieuwe single uit; Don't Forget To Dance was speciaal opgenomen voor het album Love is Love: Artists For Equality ten bate van de lgbt-gemeenschap.
- Biblioteca Nacional de España: XX982263
- Bibliothèque nationale de France: cb13982209x (data)
- International Standard Name Identifier: 0000 0000 8193 3291
- Library of Congress Control Number: n95023705
- MusicBrainz: 45306991-40ab-4cb4-be0c-2963bdc0b8d2
- Nederlandse Thesaurus van Auteursnamen: 098258133
- Virtual International Authority File: 1713805
- WorldCat: E39PBJwtpC6MC6W4VBGbpGYtrq